# Anglesqueville-l’Esneval
Anglesqueville-l’Esneval – miejscowość i gmina we Francji, w regionie Normandia, w departamencie Sekwana Nadmorska.
Według danych na rok 1990 gminę zamieszkiwały 372 osoby, a gęstość zaludnienia wynosiła 85 osób/km² (wśród 1421 gmin Górnej Normandii Anglesqueville-l’Esneval plasuje się na 551. miejscu pod względem liczby ludności, natomiast pod względem powierzchni na miejscu 737.).